# Facit DTC
O Facit DTC (DeskTop Computer) foi um computador doméstico sueco, comercializado pela Facit a partir de 1983. A máquina era praticamente um ABC 800 com gabinete mais escuro, comercializado graças a um acordo firmado com a Luxor AB. Inicialmente, a Facit iria apenas exportar o DTC, mas logo passou a vendê-lo dentro da Suécia, competindo diretamente com a Luxor.

## Características
- Memória:
  - ROM: 32 KiB
  - RAM: 32 KiB
- Teclado: mecânico com 77 teclas, incorporado ao gabinete, oito teclas de função, teclado numérico reduzido
- Display: oito cores
  - 40×24 (texto)
  - 80×24 (texto)
  - Gráficos: 240×240, com quatro das oito cores possíveis
- Som: alto-falante embutido, um canal
- Expansão:
  - 1 porta de expansão
- Portas:
  - 1 saída para monitor de vídeo
  - 2 portas RS-232
- Armazenamento:
  - Gravador de cassete
  - Drives de 5" 1/4 (opcional)